# Elvīra Ozoliņa
Elvīra Ozoliņa (Leningrado, 8 de octubre de 1939) es una exatleta especializada en el lanzamiento de jabalina. Participó en los Juegos Olímpicos de Roma 1960 ganando la medalla de oro para la Unión Soviética. Fue galardonada con la Orden de la Bandera Roja del Trabajo ese año.
Está casada con Jānis Lūsis, campeón olímpico de lanzamiento de jabalina masculino en los Juegos Olímpicos de 1968 celebrados en la Ciudad de México. Su hijo Voldemārs Lūsis, también es lanzador de jabalina y compitió en los Juegos Olímpicos de Sídney 2000 y Atenas 2004.